# Matthew Mitcham
Matthew Mitcham (Brisbane, 2 maart 1988) is een Australische schoonspringer die in 2008 olympisch kampioen werd op de 10 metertoren.

## Carrière
Mitcham begon in het trampolinespringen, waarin hij wereldkampioen werd bij de junioren (2001). Hij werd gespot in een zwembad in Brisbane door een trainer van het Australian Institute of Sport die hem ertoe aanzette om schoonspringen te proberen. Mitcham bleef nog gedurende enkele jaren actief in het trampolinespringen, naast het schoonspringen. Mitcham vertegenwoordigde Australië bij het trampolinespringen op de Wereldkampioenschappen voor junioren in 1999 en 2001. In de jaren 2002 tot en met 2004 won Mitcham nationale schoonspringtitels bij de junioren en nam hij ook deel aan de Wereldkampioenschappen voor junioren. In 2004 won hij op die wereldkampioenschappen zilver op de 1 meter en 10 meter individueel en de 3 meter synchroon. In 2005 won Mitcham zijn eerste nationale titel bij de senioren. Bij de Wereldkampioenschappen zwemsporten in 2005 werd hij twaalfde op de 10 meter individueel.
Na de Gemenebestspelen van 2006, waar hij twee vierde en twee vijfde plaatsen behaalde, en de World Cup stopte Mitcham met het schoonspringen na zeven jaar trainen aan het Australian Institute of Sport. Hij kwam het jaar erna terug onder coach Chava Sobrino bij het New South Wales Institute of Sport. In 2008 won Mitcham de 1, 3 en 10 meter individueel op de Nationale Kampioenschappen. Hij was de eerste schoonspringer in 14 jaar die dit resultaat behaalde. Later dat jaar won hij in het Amerikaanse Fort Lauderdale de 10 meter individueel op de Diving Grand Prix. Dit was zijn eerste grote internationale overwinning.
Op de Olympische Zomerspelen van 2008 vertegenwoordigde Mitcham zijn land op de 3 en 10 meter individueel. Op de 3 meter eindigde hij op de zestiende plaats, maar op de 10 meter werd hij Australiës eerste mannelijke olympisch kampioen in het schoonspringen sinds Dick Eve in 1924. Hij verzekerde zich van de gouden medaille met zijn zesde en laatste sprong met een moeilijkheidswaarde van 3,8 (twee en een halve salto achterwaarts met twee en een halve schroef), die hem 112,10 punten opleverde. Dit was de hoogste duikscore in de olympische geschiedenis. Hij hield hiermee de Chinees Zhuo Luxin van het goud en verhinderde daarmee ook dat China alle gouden medailles in het schoonspringen won. De olympische titel leverde hem ook de titel "Australian Sports Performer of the Year" (Australische sporter van het jaar) op.
Op de Wereldkampioenschappen zwemsporten in 2009 won Mitcham brons op de 1 meterplank en werd hij respectievelijk vierde en negende op de 10 meter en de 3 meter individueel. Op de Australische kampioenschappen dat jaar won hij de 1m, 3m en 10m individueel en de 3m synchroon.
Bij de Gemenebestspelen van 2010 won hij vier zilveren medailles: op de 1 en 10 meter individueel en de 3 en 10 meter synchroon (samen met Ethan Warren). Hij won dat jaar ook goud op 10 meter op de FINA World Cup in China. In 2011 was Mitcham bijna heel het jaar out door een buikspierscheur, maar hij keerde terug naar de competitie op het einde van het jaar en won de 10 meter individueel op de Nationale Kampioenschappen. Mitcham werd daarop uitgeroepen tot "Male Diver of the Year 2012" (Mannelijke schoonspringer van het jaar 2012). Hij was geselecteerd voor de Olympische Zomerspelen van 2012 in Londen, maar kon zijn titel op de 10 meter niet verlengen. Mitcham eindigde op de dertiende plaats.

## Privéleven
In 2008 maakte Mitcham publiekelijk bekend dat hij homoseksueel is en dat hij zijn gevoelens niet langer wilde verbergen. In een interview met de krant 'Sydney Herald' vertelde hij hoe hij depressief was geraakt en zowel geestelijk als lichamelijk opgebrand tijdens zijn tienerjaren, omdat hij niet zichzelf had kunnen zijn. Hij gaf in het interview aan dat hij zijn jeugd als moeilijk had ervaren, met veel hindernissen. Mitcham hoopte met zijn uit de kast komen de weg vrij te maken voor andere topsporters die in een soortgelijke situatie zitten.
Mitcham was een van de weinige openlijk homoseksuele atleten op de Olympische Zomerspelen in Peking in 2008. Hij was ook ambassadeur voor de Gay Games in Keulen in 2010, waar hij de atleteneed las tijdens de openingsceremonie.